# Teñido del cabello

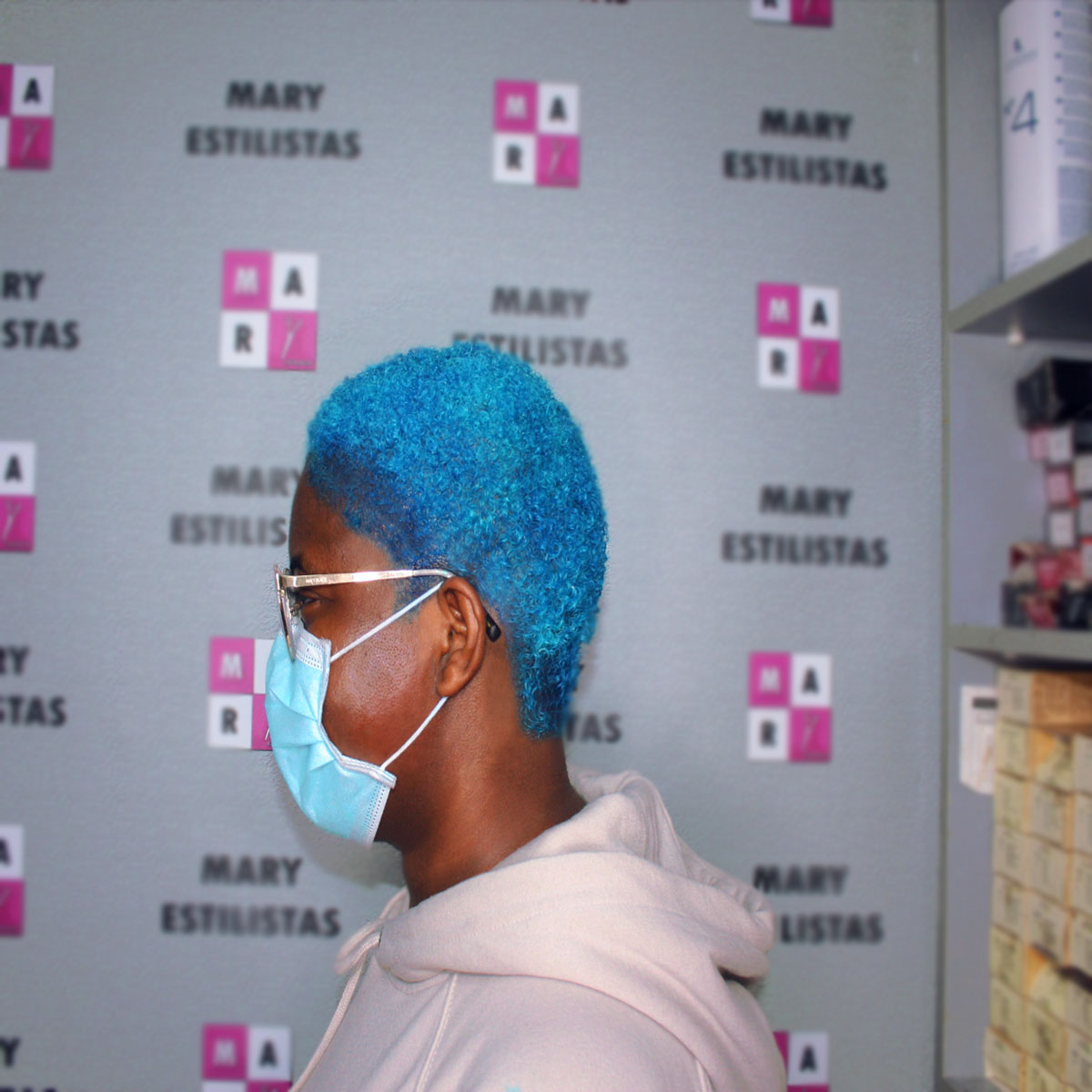
Ejemplo de aplicación de tinte color azul fantasía.

El teñido del cabello es el procedimiento para cambiar el color del pelo. Los motivos más normales para realizar un cambio de color de cabello pueden variar desde buscar un nuevo color para estar a la moda, hasta tapar la decoloración natural que sufre el cabello con el paso del tiempo.  

## Historia
En el libro «Los dieciocho libros de los secretos del arte y la naturaleza», que se remonta a 1661, se explican varios métodos para cambiar el color del pelo a negro, oro, verde, rojo, amarillo, y blanco.
La tintura para cabello, o tinte de cabello, es una preparación química que se utiliza para cambiar el color del cabello de una persona. Se sabe que los romanos estaban interesados en alterar el color del cabello y de la información histórica disponible se sabe que ellos habían creado unas cien recetas que utilizaban ingredientes naturales. Estas preparaciones solo permitían oscurecer el cabello. Durante el Renacimiento, el rubio era una elección muy popular porque se lo consideraba angelical y atractivo.
En 1907, Eugene Schueller, el fundador de la empresa L'Oreal, creó la primera tintura sintética para el cabello, pero no tuvo demasiado éxito de ventas. Desde entonces el tinte de cabello ha avanzado enormemente y podemos encontrar gran variedad de técnicas y productos, siendo los más actuales los tinte veganos y los tintes sin base de amoníaco, los cuales ofrecen duraciones similares a los tradicionales siendo más sostenibles y menos dañinos para el cabello. 

## Tipos de teñido del cabello
Las cuatro clases más habituales de teñido de cabello son «temporal», «semipermanente», «demipermanente» y «permanente». 

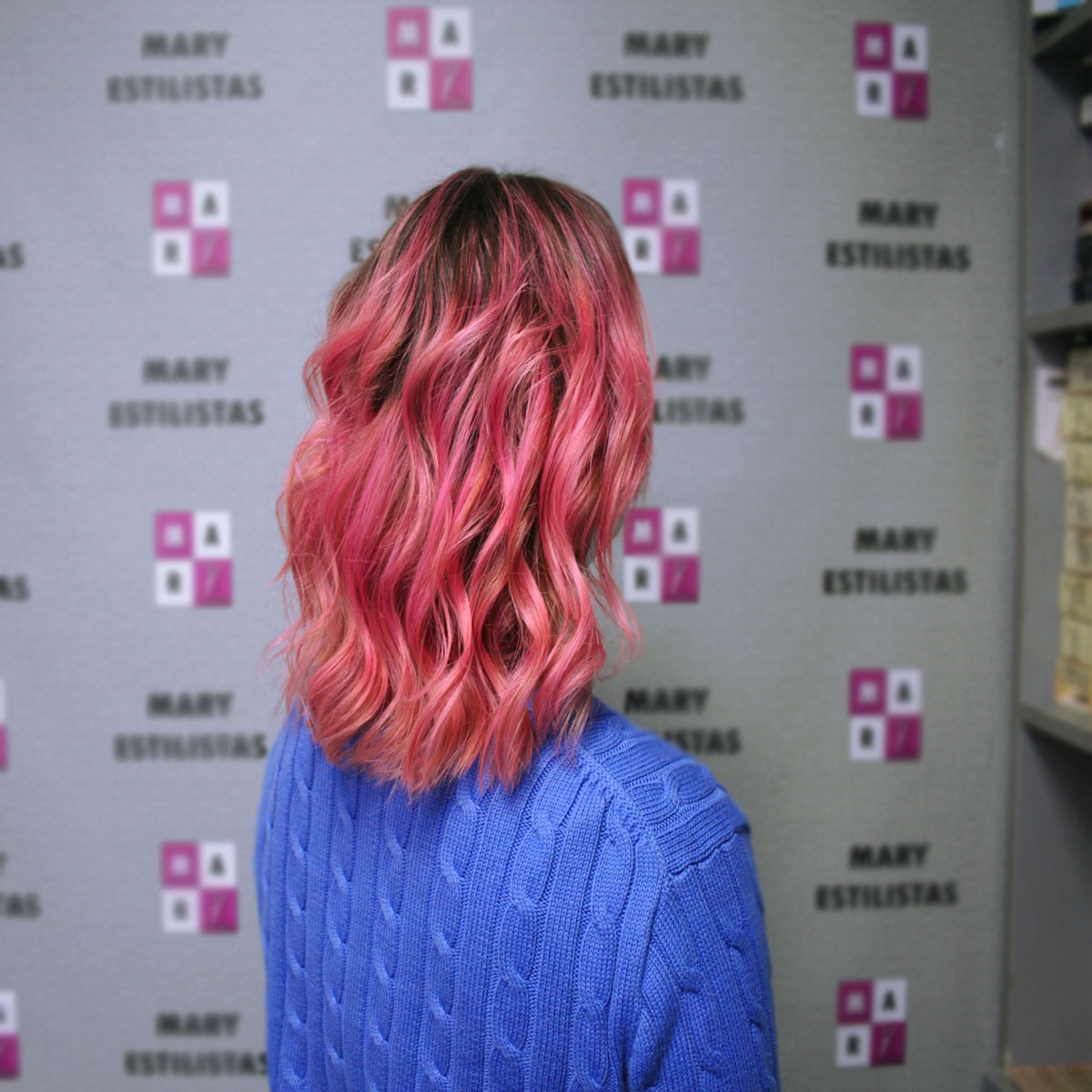
Ejemplo de aplique de tinte color rosa fantasía con degradado

### Temporal
El teñido temporal del cabello se puede obtener mediante varias técnicas y métodos que incluyen enjuagues, champús, geles, pulverizadores y espumas. El color de pelo temporal es por lo general más brillante y vibrante que las coloraciones de cabello permanente o semipermanente. Por lo general es utilizado para colorear el pelo para ocasiones especiales tales como fiestas de disfraces o actuaciones.
Las moléculas del pigmento en las tinturas temporales son grandes y no penetran la capa de la cutícula del cabello.  Las partículas de color permanecen absorbidas (adheridas) al pelo y son fácilmente extraídas mediante un solo lavado. Típicamente dura entre unas pocas horas a un día.
El teñido temporal del cabello puede mantenerse en cabellos que son excesivamente secos o que están dañados de forma tal que el pigmento puede penetrar hasta el interior del pelo.

### Semipermanente
La tintura para el teñido de cabello semipermanente posee moléculas de menor tamaño que la tintura temporal, y por lo tanto logra penetrar en forma parcial el cuerpo del cabello. Por ello, el color soporta varios lavados, típicamente 4 a 5 lavados con champú o unas pocas semanas. Algunas tinturas semipermanentes pueden contener muy bajas cantidades de revelador, peróxido o amoníaco, y por lo tanto son más seguras para cabellos dañados o frágiles.  Sin embargo, las tinturas semipermanentes pueden contener ciertos compuestos tóxicos tales como el compuesto p-fenilendiamina u otro tipo de ingredientes similares. 
El color final de cada hebra de cabello dependerá de su color original y porosidad, por lo que existirán variaciones tenues de coloración en distintas zonas de la cabeza. Esto brinda una apariencia más natural que un color homogéneo típico de una coloración permanente. Sin embargo, también significa que los cabellos blancos o grises no se teñirán con el mismo tono que el resto del pelo. Si solo hay unos pocos pelos grises o blancos, el efecto será suficiente para mimetizarlos, pero si la proporción de cabellos grises es considerable, llega un punto a partir del cual los mismos no pueden ser camuflados.

En estas circunstancias, es posible demorar la necesidad de tener que recurrir a tinturas permanentes si se utilizan colores semipermanentes como base y se agregan reflejos.
El color semipermanente no permite aclarar el cabello.

### Demipermanente
La tintura para el teñido de cabello demipermanente es un colorante permanente de cabello que contiene un agente alcalino que no es amoníaco (por ejemplo etanolamina, o carbonato de sodio) y, aunque siempre es utilizado con un líquido revelador, la concentración de peróxido de hidrógeno en ese revelador puede ser inferior a la utilizada con tinturas permanentes. Dado que los agentes alcalinos empleados en la demipermanente son menos efectivos en remover el pigmento natural del cabello que el amoníaco, estos productos no brindan un aclaramiento del cabello durante el teñido. Por lo tanto, no pueden cambiar la coloración del pelo a un tono que sea más claro que el que tenía antes del proceso de teñido y son menos dañinos con el cabello que las coloraciones permanentes.        
El método demipermanente es mucho más efectivo para cubrir el cabello gris que el método semipermanente, sin embargo no es tan efectivo como el permanente.
Las demipermanentes poseen varias ventajas comparadas con las coloraciones permanentes.  Dado que no se remueve el color natural del cabello, el color final es menos uniforme u homogéneo que el permanente y por lo tanto presenta un tono más natural; son menos agresivos con el cabello y por lo tanto más seguros, especialmente con cabellos dañados, además se lavan con el paso del tiempo (típicamente unos 20 a 28 lavados con champú), por lo que el crecimiento a nivel de la raíz es menos visible y es más fácil si se desea cambiar el tono del cabello posteriormente. Los colores de cabello demipermanentes son en esencia un color permanente y los tonos oscuros en particular pueden persistir por tiempos más prolongados que los que se indican en el envase de la tintura.